# 마르셀루 헤벨루 드 소자
마르셀루 누누 두아르트 헤벨루 드 소자(포르투갈어: Marcelo Nuno Duarte Rebelo de Sousa, 문화어: 마르쎌루 레벨루 데 쏘우자, 1948년 12월 12일~)는 포르투갈의 정치인으로, 2016년 3월 9일 제20대 포르투갈의 대통령으로 취임하여 역임 중이다.
소자는 대통령으로 당선되기 전 장관, 국회의원, 언론인, 교수 등으로 활동했었다.

## 경력
마루셀루는 정치 엘리트 집안에서 태어났다 그의 부친은 마르셀루 카에타누 정권에서 장관과 식민지 총독 등을 지냈다. 
1974년 '카네이션 혁명'으로 독재정권이 무너진 이후 정계에 입문, 사회민주당 창당에 참여하고 1996년부터 1999년까지 의장직을 지냈다. 또한 법학대 석좌교수로 일하였었는데, 2000년대 초반 TV 평론가로 데뷔해 이름을 알렸다. 
2020년 5월, 반바지 차림으로 슈퍼마켓에 줄을 서 있는 사진과 2020년 8월 카약이 뒤집혀 물에 빠진 시민들을 구하기 위해 바다에 뛰어든 사진이 화제가 되기도 하였다.

## 역대 선거 결과
| 선거명      | 직책명            | 대수 | 정당       | 득표율 | 득표수      | 결과 | 당락 |
| ----------- | ----------------- | ---- | ---------- | ------ | ----------- | ---- | ---- |
| 2016년 선거 | 포르투갈의 대통령 | 20대 | 사회민주당 | 52.00% | 2,413,956표 | 1위  |      |
| 2021년 선거 | 포르투갈의 대통령 | 20대 | 사회민주당 | 60.70% | 2,533,799표 | 1위  |      |